# Adam Wheeler
Adam Wheeler (n. 24 martie 1981, Lancaster, California, SUA) este un luptător ce a reprezentat Statele Unite ale Americii, medaliat olimpic. A participat la o ediție a Jocurilor Olimpice (2008) în care a câștigat o medalie de bronz.

## Participări
Lista de mai jos prezintă principalele competiții la care a participat Adam Wheeler de-a lungul carierei.
- wrestling at the 2008 Summer Olympics – men's Greco-Roman 96 kg[*]